# Vương Nghị (nhà Tùy)
Vương Nghị (chữ Hán: 王誼, 540 – 585), tự Nghi Quân, hộ tịch ở Lạc Dương, Hà Nam , đại thần nhà Bắc Chu cuối thời Nam-Bắc triều, đầu nhà Tùy.

## Thân thế
Tổ tiên của Nghị là người quận Lạc Lãng. Ông tổ 8 đời là Vương Ba, làm đến Thái tể nhà Tiền Yên.
Ông kỵ là Vương Trân, làm đến Hoàng môn thị lang nhà Bắc Ngụy, được tặng chức Tịnh Châu thứ sử, Lạc Lãng công. Ông cụ là Vương Bi, làm đến Phục ba tướng quân, nằm trong số con em nhà lành được đưa đi coi giữ ở trấn Vũ Xuyên, rồi định cư ở đấy.
Không rõ ông nội của Nghị là ai; ông chú của ông chính là Vương Minh – danh thần nhà Tây Ngụy; bà cô của ông là mẹ đẻ của Vũ Văn Thái – quyền thần nhà Tây Ngụy, được truy tôn Minh Đức hoàng hậu.
Cha là Vương Hiển, từ nhỏ thông minh nhạy bén, tính trầm tĩnh ít nói. Ban đầu Hiển làm Trướng nội đô đốc của quyền thần Vũ Văn Thái, dần được thăng đến Phiếu kỵ đại tướng quân, Khai phủ nghi đồng tam tư, Quang lộc khanh, Phượng Châu thứ sử; ban tước Lạc Ấp huyện công, tiến vị Đại tướng quân.

## Phục vụ nhà Bắc Chu
Nghị tử nhỏ khẳng khái, có chí lớn, giỏi cưỡi ngựa bắn cung, đọc khắp sách vở. Thời Hiếu Mẫn đế, Nghị được làm Tả trung thị thượng sĩ. Bấy giờ quyền thần Vũ Văn Hộ lấn át hoàng đế, Hiếu Mẫn đế chịu bó tay không thể làm gì. Có kẻ triều thần tỏ ra không cung kính đối với hoàng đế, Nghị nổi giận xông đến, sắp đánh hắn ta; triều thần ấy hoảng sợ nhận tội, ông mới thôi. Từ bấy giờ triều thần không dám thiếu cung kính với hoàng đế. Hơn năm sau, Nghị được thăng làm Ngự chánh đại phu.
Nghị gặp tang cha, thương xót quá độ, làm chòi ở bên mộ, nhờ bọn sĩ phu đắp mả. Hơn năm sau, Nghị được khởi bái làm Ung Châu biệt giá, cố từ chối nhưng không được.
Vũ đế nối ngôi, Nghị được chức Nghi đồng, dần thăng đến Nội sử đại phu, phong Dương quốc công. Nghị tham gia tiến đánh Bắc Tề, đến Tịnh Châu, Vũ đế đã vào thành, lại bị quân Tề đánh bật ra, tả hữu phần nhiều tử trận; ông soái quân Kiêu Hùng dưới quyền đến, bảo vệ Vũ đế an toàn quay về. Bấy giờ Vũ đế cho rằng toàn quân thất bại, muốn rút lui; Nghị cố can ngăn, đế nghe theo. Đến khi diệt nước Tề, Nghị được thụ chức Tương Châu thứ sử. Chưa được lâu, Nghị được triệu về làm Đại nội sử.
Tộc Kê Hồ ở Phần Châu nổi dậy, Nghị soái binh đánh dẹp. Bấy giờ các em của Vũ đế là Việt vương Vũ Văn Thịnh, Tiếu vương Vũ Văn Kiệm dẫu làm Tổng quân, nhưng đều chịu sự chỉ huy của Nghị, cho thấy đế xem trọng ông như thế nào! Đến khi dẹp xong khởi nghĩa trở về, Nghị được ban 5000 tấm lụa, phong một con trai làm Khai quốc công.
Vũ đế lâm băng, nói với thái tử Vũ Văn Uân: "Vương Nghị là bề tôi xã tắc, cần đặt ở Cơ mật, không nên nhậm chức xa." Vũ Văn Uân nối ngôi, tức là Bắc Chu Tuyên đế, ghét tính cương trực của Nghị, đưa ông ra làm Tương Châu tổng quản. Đến khi Dương Kiên làm thừa tướng, chuyển Nghị làm Trịnh Châu tổng quản.
Tư Mã Tiêu Nan dấy binh chống lại Dương Kiên, Nghị được làm Hành quân nguyên soái, soái 4 tổng quản đánh dẹp. Quan quân mới đến cõi, Tiêu Nan đã sợ chạy sang nước Trần. Khi ấy khu vực bắc đến Thương Lạc, nam phạm Giang Hoài, đông – tây hơn 2000 dặm, người Man ở quận Ba phần nhiều nổi dậy, cùng nhau tôn Cừ soái Lan Lạc Châu làm chúa. Lan Lạc Châu tự đặt hiệu là Hà Nam vương, hưởng ứng Tư Mã Tiêu Nan, còn kiên kết với Úy Trì Huýnh ở phía bắc. Nghị soái bọn Hành quân tổng quản Lý Uy, Phùng Huy, Lý Viễn chia ra đánh dẹp, trong tuần trăng đều bình định được.
Dương Kiên cho rằng Nghị là bề tôi của đời trước, đối với ông lại càng kính trọng, sai sứ thăm hỏi, sứ giả đi lại không ngớt. Dương Kiên lấy con gái thứ 5 gả cho con trai của Nghị là Vương Phụng Hiếu, sau đó bái ông làm Tư đồ. Nghị tự nhận mình với Dương Kiên là bạn học cũ, cũng bằng lòng quy phục ông ta.

## Phục vụ nhà Tùy
Đến khi Dương Kiên thay ngôi Bắc Chu Tĩnh đế, tức là Tùy Văn đế, đãi ngộ Nghị càng trọng hậu, đích thân đến thăm nhà của ông, đôi bên vô cùng vui vẻ. Thái thường khanh Tô Uy bàn rằng đất cày không đủ, đòi cắt đất của công thần để trao cho dân, Nghị đứng ra phản đối, Văn đế đành nghe theo. Năm Khai Hoàng đầu tiên (581), Văn đế muốn thăm Kỳ Châu, Nghị can ngăn, cho rằng nhà Tùy mới dựng, lòng người chưa yên, không nên đi; Văn đế đùa rằng khi xưa mình với Nghị ngang hàng, một sớm thức dậy đã trở nên vua – tôi khác biệt, nay đi chuyến này là để tuyên dương oai võ, thu phục lòng dạ những người như Nghị, ông bật cười mà lui ra. Sau đó Nghị đi sứ Đột Quyết, được Văn đế khen là xứng với chức trách, cho tiến phong Dĩnh quốc công.
Ít lâu sau, Vương Phụng Hiếu mất. Sang năm, Nghị dâng biểu, cho rằng Ngũ công chúa còn ít tuổi, xin cho cô ấy cởi tang. Ngự sử đại phu Dương Tố hặc Nghị đẩy công chúa vào chỗ bất nghĩa, Văn đế giáng chiếu bỏ qua, nhưng đãi ngộ ông kém đi. Nghị rất bất mãn, có người tố cáo ông mưu phản, Văn đế lệnh cho làm án để tra xét; quan viên phụ trách vụ án tâu rằng Nghị nói năng quá đáng, nhưng không có mưu phản, Văn đế ban rượu rồi thả ông ra. Đến khi Thượng trụ quốc Nguyên Hài cũng bất mãn, Nghị đi lại với ông ta, bàn luận bêu xấu triều đình. Hồ Tăng cáo giác họ, công khanh tâu rằng hành vi của Nghị là đại nghịch bất đạo, tội đáng chết. Văn đế tỏ ra thượng tôn pháp luật, sai Đại Lý chánh Triệu Xước ban chết cho Nghị ở nhà, bấy giờ ông được 46 tuổi.